# Midgard
În mitologia nordică, Midgard este tărâmul oamenilor, traducându-se prin "lumea de mijloc", deoarece se află în mijlocul copacului Yggdrasil. Midgard este înconjurat de un ocean imposibil de străbătut, în care trăiește șarpele Jormungand. Acest șarpe este atât de mare încât înconjoară cu trupul lui întreaga lume a oamenilor. Midgard este o lume intermediară între Asgard și Helheim și se spune că s-ar fi format din sângele și carnea gigantului Ymir. Conform legendei, Midgard va fi distrus de Jormungand în ziua de Ragnarok. Pământul și apa se vor otrăvi din cauza veninului șarpelui, iar valurile mării vor invada pământul. 
Midgard face parte din cele nouă tărâmuri: Asgard, Vanaheim, Alfheim, Svartalfheim, Jotunheim, Muspelheim, Helheim, Niflheim, Midgard.
Midgardul este înconjurat de celelalte 8 tărâmuri, aflându-se în centrul acestora.
{mitologie nordică}}
Acest articol referitor la mitologia nordică  este deocamdată un ciot. Puteți ajuta Wikipedia prin completarea lui!